# Nukleaza
Nukleaza je enzim koji razlaže fosfodiestarske veze između nukleotidnih podjedinica nukleinskih kiselina. U starijoj literaturi se koriste termini kao što su  polinukleotidaza ili nukleodepolimeraza. Nukleaze se obično dele u endonukleaze i egzonukleaze, mada se neki enzimi mogu svrstati u obe kategorije.
Tokom kasnih 1960-tih, naučnici Stjuart Lin i Verner Arber su izolovali primere dva tipa enzima odgovornih za restrikciju rasta faga kod Escherichia coli bakterija. Jedan od tih enzima je dodavao metil grupu na DNK, generišući metilisanu DNK, dok je drugi presecao nemetilisanu DNK na velikom broju različitih lokacija duž molekula. Prvi tip enzima je nazvan metilaza, a drugi restrikciona nukleaza. Ova enzimatska oruđa su važna manipulaciju DNK molekula.

## Literatura
- Nicholas C. Price; Lewis Stevens (1999). Fundamentals of Enzymology: The Cell and Molecular Biology of Catalytic Proteins (Third изд.). USA: Oxford University Press. ISBN 019850229X.
- Eric J. Toone (2006). Advances in Enzymology and Related Areas of Molecular Biology, Protein Evolution (Volume 75 изд.). Wiley-Interscience. ISBN 0471205036.
- Branden C; Tooze J. Introduction to Protein Structure. New York, NY: Garland Publishing. ISBN 0-8153-2305-0.
- Irwin H. Segel. Enzyme Kinetics: Behavior and Analysis of Rapid Equilibrium and Steady-State Enzyme Systems (Book 44 изд.). Wiley Classics Library. ISBN 0471303097.

## Spoljašnje veze
- Primeri restrikcionih enzima
- Dejstvo restrikcionih enzmima